# Грусятичи
Грусятичи (укр. Грусятичі) — село в Ходоровской городской общине Стрыйского района Львовской области Украины.
Население составляет 805 человек. Занимает площадь 1,796 км². Почтовый индекс — 81717. Телефонный код — 3239.